# Нюлесен
Нюлесен (нід. Nieuwleusen) — місто в нідерландській провінції Оверейсел. Входить до муніципалітету Далфсен.
Його площа становить 27,94 км², а населення станом на 2021 рік складало 9 300 осіб.
До 2001 року мало статус окремого муніципалітету.

## Галерея

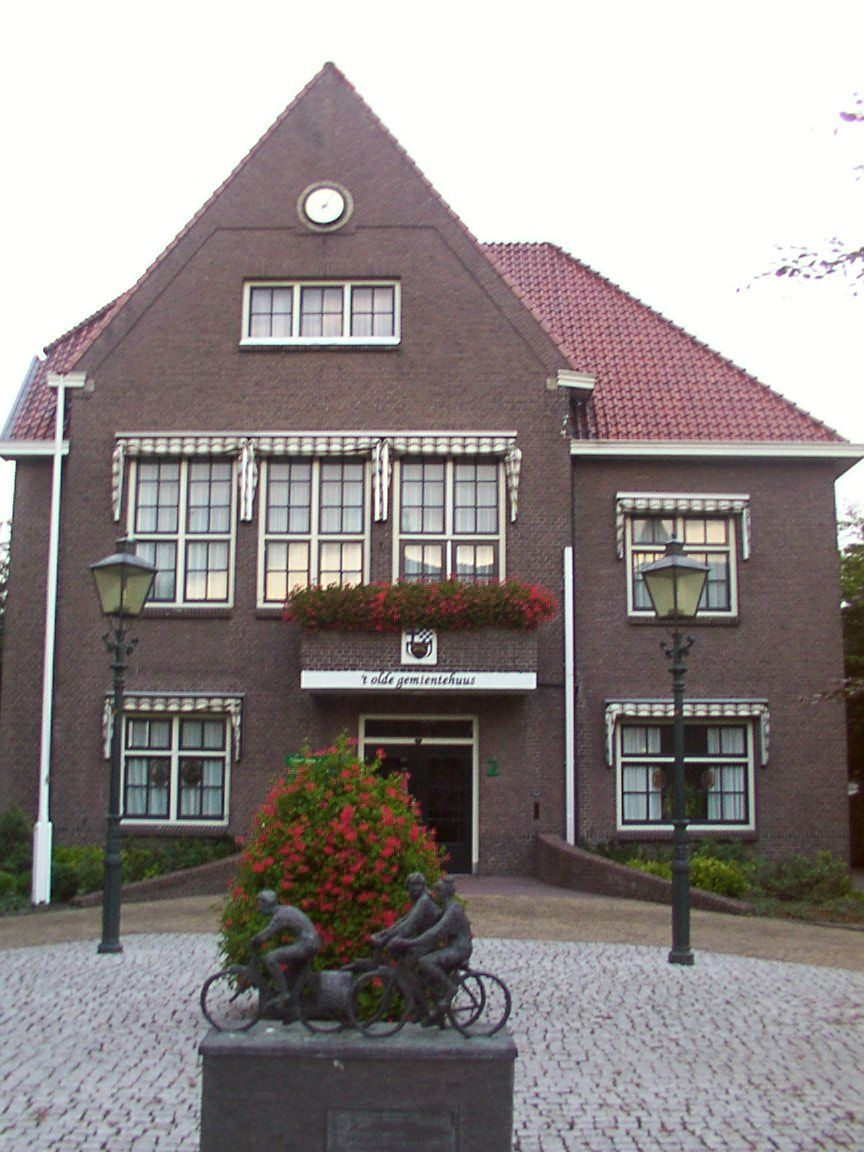
Будівля колишньої мерії
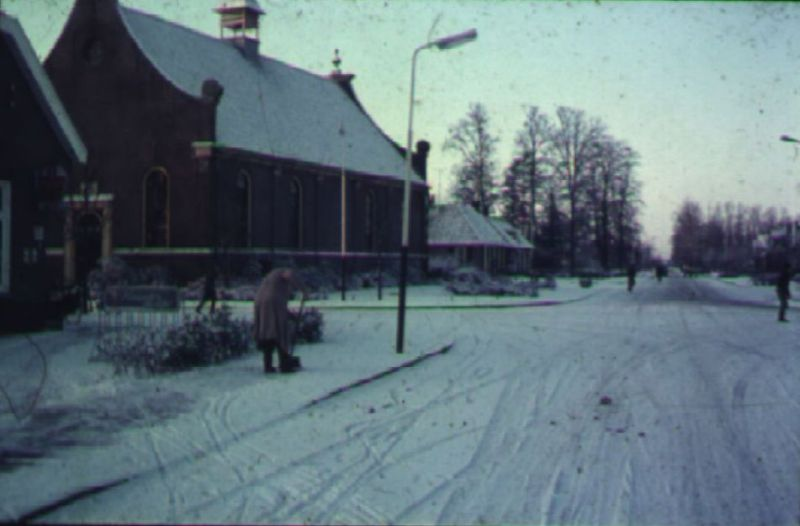
Зима у місті